# Friedel Meyer (Fußballspieler)
Friedel „Schimmel“ Meyer (* 6. Oktober 1919 in Osnabrück; † 25. Dezember 2001 in Gelsenkirchen-Horst) war ein deutscher Fußballspieler, der mit dem VfL Osnabrück zweimal Gaumeister wurde und dreimal an der Endrunde um die deutsche Meisterschaft teilnahm.

## Karriere
Friedel Meyer, wegen seiner hellen Haare von Jugend an „Schimmel“ gerufen, stammte aus dem Osnabrücker Stadtteil Schinkel und war beim dortigen SC Rapid aktiv, der 1938 mit dem VfL fusionierte. Der junge Linksaußen spielte sich im Angriff neben Mittelstürmer Addi Vetter in die Stammelf des VfL, bei dem Heinz Flotho im Tor stand. Als Meister der Gauliga Niedersachsen nahmen die Osnabrücker unter Trainer Walter Hollstein in dieser Zeit zweimal, nämlich 1939 und 1940, an der Endrunde zur deutschen Meisterschaft teil.
Am 19. November 1939 war Meyer – nachdem Vetter und Gastspieler Herbert Weigel vom Planitzer SC zweimal ausgeglichen hatten – Torschütze des Siegtors beim 3:2 gegen den amtierenden Deutschen Meister FC Schalke 04 in der zweiten Runde des Tschammerpokals; es war das erste „große“ Spiel an der neu ausgebauten Bremer Brücke. Im Achtelfinale schieden die Lilaweißen jedoch anschließend mit 0:4 beim späteren Finalisten SV Waldhof Mannheim aus.
Nach dem Krieg wurde mit einigen der Spieler aus der Vorkriegsmannschaft – darunter Meyer, Vetter und der zwischenzeitlich mit Schalke 04 Meister gewordene Heimkehrer Flotho – der Spielbetrieb unter dem Namen 1. FSV Osnabrück wieder aufgenommen. Um Meyer, der mittlerweile in der Mittelläuferposition spielte, sowie Erich Gleixner und Karl-Heinz Gehmlich bauten Trainer Kurt Schmidt und sein Nachfolger Herbert Widmayer ein neues Team auf, das in der Oberliga erfolgreich mit den großen Klubs Hamburger SV, FC St. Pauli, Werder Bremen, Eintracht Braunschweig und Hannover 96 mithalten konnte. Nach dem fünften Platz 1948 folgte zweimal Rang drei und 1950 die erneute Qualifikation für die Meisterschafts-Endrunde.
Meyer wechselte anschließend aus privaten Gründen zu Eintracht Braunschweig, und ein Jahr später folgte er seinem Freund Heinz Flotho, der wie Meyer aus Schinkel stammte, nach Gelsenkirchen zum STV Horst-Emscher, wo er drei weitere Jahre bis 1954 aktiv war. Nachdem er sich aus der Oberliga verabschiedet hatte, war Meyer noch einige Jahre als Trainer von Amateur- und Jugendmannschaften im Raum Gelsenkirchen tätig, ehe er Ende der 1960er Jahre dem Fußball ganz entsagte.

### Stationen
- SC Rapid Osnabrück (bis 1938)
- VfL Osnabrück (1938–1950)
- Eintracht Braunschweig (1950/51)
- STV Horst-Emscher (1951–1954)

## Spiele – Tore
- 12 Spiele DM/ER – 3 Tore für VfL Osnabrück, 1939/40
- 58 Spiele Oberliga Nord – 1 Tor für VfL Osnabrück, 1947–1950
- 49 Spiele Oberliga West für Horst-Emscher, 1951–1954